# Manipur
Manipur (hindi मणिपुर) és un estat de la Unió Índia, amb una extensió de 22.327 km² i una població de 2.389.000 habitants. La capital és Imphal (217.000 h). El nom del país volia dir terra de les joies.

## Divisió administrativa
L'estat es divideix en nou districtes:
- Senapati
- Tamenglong
- Churachandpur
- Bishnupur
- Thoubal
- Imphal West
- Imphal East
- Ukhrul
- Chandel

## Orografia
Hi ha dues zones orogràfiques importants: per una banda, la vall del riu Manipur que ocupa bona part del país, i la desembocadura al principal llac del país, Logtak; per l'altra, la zona alta dels turons Naga, a la frontera amb Myanmar a l'Oest del riu Surma o Barak.

## Població
Segons dades del cens lingüístic del 1990, les dades del qual no han variat gaire, el 60,4% de la població del territori són manipuris, el 5,6% thado i el 5,4% tangkhul, ètnies de parla tibeto-birmanesa.

## Economia
Es dediquen al conreu d'arròs, sucre, mostassa, fruïtes, verdues i tabac. Les poques indústries que hi ha al país són de manufactures de productes agraris, majoritàriament a la capital, Imphal.
Manipur és un dels estats més aïllats de l'Índia, només hi ha una carretera d'Imphal a Dimapur (Nagaland) que l'uneixi amb la resta de l'Estat. Un aeroport l'uneix amb Calcuta via Assam

## Govern
Des del 1972 és un Estat de la Unió Índia, i per això compta amb un parlament propi de 61 diputats, una constitució i un president, però el govern de Delhi pot imposar i aplicar la president rule (govern directe des de Delhi) si ho creuen necessari. També envia alguns diputats a la Cambra hindu. Administrativament es divideix en nou districtes.

## Història
Els manipuris gaudeixen d'una crònica local, la Cheitharol Kumbaba, que dona cronologies històriques ininterrompudes des del 33 aC. Però tot i que hi ha evidències que ja fou poblat durant l'edat de Pedra, no se sap gaire abans del 500.

### Estat de Meitei
Al començament de l'època cristiana les poblacions de Manipur estaven distribuïdes en set estats embrionaris que es van agrupar formant una confederació de caràcter cultural i religiós anomenada Meitei (emparentada amb els Naga i Kuki), vers l'any 429.
Després d'una sèrie de guerres els habitants de la muntanya van assolir l'hegemonia sota la dinastia Ninghthouja, homogeneïtzant a la població.

### Estat de Kangleipak
El 1110 el rei Loiyumba va establir les bases de l'estat amb una mena de constitució escrita. L'estat de Kangleipak, como es va dir, es va mantenir pacíficament. El zenit del seu poder va arribar amb el rei Khagemba (1597-1652).
En el regnat de Pamheiba o Mayamba (1709-1748) missioners hindús van introduir la religió i la cultura hindús, i l'hinduisme fou declarat religió de l'estat. En aquesta època (1724) el nom de Kangleipak fou modificat i el país va passar a ser conegut per Manipur. El rei va adoptar el nom de Garibaniwaz o Gharib Nawaz. Va fer diversos atacs al regne d'Aba (Birmània) però no va aconseguir cap conquesta permanent i el 1738 hi va haver un primer enfrontament amb els birmans, que es va resoldre amb una aliança matrimonial. Però després hi va haver nous conflictes a partir de 1758 i el rei Chingthankhomba va signar un tractat d'amistat amb els britànics (14 de setembre de 1762) buscant el seu ajut contra els birmans, però el contingent britànic enviat a Manipur fou cridat al cap de poc i les copmunicacions amb l'estat van romandre de fet tancades per uns anys sota Chingthangkhomba (1759 - 1798) i els seus successors, fins al 1824.

### Protectorat britànic
Cachar, Assam i Manipur foren objecte de la invasió birmana en els primers anys del segle XIX. El 1819 Manipur fou finalment ocupat pels birmans que van sotmetre el país a una gran devastació. Però l'avanç birmà vers Assam, Arakan i Bengala va provocar la intervenció britànica amb aliança amb el rei Kanglei, Jai Singh, que estava exiliat a Cachhar. Una força de sipais i artilleria fou enviada a Cachar i reclutes manipuris foren formats sota la direcció d'oficials britànics; els birmans foren expulsats de Manipur i la vall de Kubo, sota el riu Ninghti, a l'est, annexionada a aquest estat. La pau fou signada el 1826 (Tractat de Yandaboo) i Manipur fou declarat estat independent. Gambhir Singh (Chinglen Nongdrenkhomba), el rei enderrocat pels birmans, fou reconegut rei (1825 - 1834).
Gambhir Singh va morir el 1834, però l'estat va romandre tranquil i pròsper. El seu fill Chandrakirti (Ningthempishak), de només un any, el va succeir (1834 - 1844) i el seu oncle Nar Singh o Nara Singh fou posat a la regència (1844-1850). Els britànics van decidir restaurar la vall de Kubo a Birmània i es va ajustar la nova frontera el 9 de gener de 1834; a canvi el raja va rebre un subsidi de 637 lliures. El 1835 es va nomenar un agent polític. El 1844 un intent contra la vida de Nar Singh va fallar; hi estava implicada la mare del raja, que va fugir amb el seu fill a Cachar; Nar Singh es va proclamar raja títol que va conservar fins a la seva mort el 1850 i llavors el va succeir el seu germà Debendra Singh que fou reconegut pel govern britànic. Però tres mesos després el jove Chandakirti (17 anys) va envair el país i l'impopular Debendra va fugir a Cachar; el febrer de 1851 Chandrakirti havia establert la seva autoritat i fou reconegut pels britànics. Posteriors intents de revolta d'alguns membres de la família reial van ser sempre aplanats i els seus caps o foren executats o empresonats a Manipur o en residència en territori britànic. Els darrers intents foren el 1886-1887.
El raja va donar lleial suport als britànics a la guerra naga de 1879; l'exèrcit proporcionat pel raja i dirigit per l'agent polític coronel Johnstone, va fer aixecar el setge de Kohima pels nagues. En agraïment fou nomenat cavaller de l'estrella de l'Índia. El 1881-1882 la frontera nord de la vall de Kubo fou redefinida i delimitada; els kukis foren establerts a territori de Manipur. Durant la guerra birmana de 1885-1886 una força manipuri dirigida per Johnstone, va triomfar en rescatar a alguns britànics i europeus al nord del país, però Johnstone fou ferit i substituït pel major Trotter; aquest fou atacat traïdorament a Tammu i també ferit, va morir a causa de les ferides al cap de dos mesos.
El 1886 va morir Chandrakirti Singh i el va succeir el seu fill Surachandra o Sur Chandra Singh (1886 - 1890) mentre alguns pretendents es van aixecar reclamant el tron. Un d'aquestos pretendents era Bora Chaoba Singh, full de Nara Singh (1844-1850), que fou derrotat; altres dos intents menors es van produir mesos després però foren derrotats fàcilment. Però el 1890 hi va haver un intent seriós de cop d'estat; dos germans del raja van atacar el palau i Surachandra va fugir buscant la protecció dels britànics; llavors va anunicar que volia abdicar i va marxar a Cachar. El seu germà Kulachandra es va proclamar raja encara que el poder efectiu sembla que estava en mans de l'altre germà Tikendrajit Singh, que era el senapati o comandant en cap de l'exèrcit.
Quan va arribar a territori britànic Surachandra va rebutjar la seva abdicació i va demanar ajut per recuperar el tron. Els britànics no obstant van decidir reconèixer a Kulachandra però expulsar al senapati al que consideraven com el verdader instigador del cop d'estat; el comissionat en cap Quinton fou enviat a Manipur el març de 1891 per fer efectives aquestes ordes; Quinton anava amb una escorta de 400 homes de dos batallons gurkhes a més de la mateixa guàrdia de l'agent polític (100 homes); el comissionat va ordenar celebrar un darbar o consell de govern i es va ordenar arrestar al senapati; però aquest no es va presentar; es va llançar orde de detenció (24 de març de 1891) i les tropes foren enviades a la seva residència però foren atacades pels manipuris i el tinent Brackenbury, un dels comandant de l'operació, va morir. Després d'un dia de lluita a la nit es va arribar a una treva i el senapati va invitar a Quinton a una entrevista. El comissionat i quatre oficials britànics van anar a la reunió però no es va arribar a cap acord; quan Quinton i els oficials retornaven se'ls va barrar el pas; Grinwood fou mort i el tinent Simpson malferit. Quinton i els altres dos oficials van quedar detinguts durant dues hores i finalment executats pel botxí. Llavors els britànics es van haver de retirar cap a Cachar. El superintendent de telègrafs, Melvill, que havia sortit de Imphal cap a Kohima abans de l'incident, fou perseguit pels manipuris i mort junt amb els europeus que l'acompanyaven. Quan les notícies es van saber a Kohima el subcomisionat va marxar a la frontera amb Manipur i va rebutjar als rebels. El tinent Grant va anar de Tammu amb 80 homes cap a 25 km de la capital de l'estat, però ja no podia seguir i fou cridat. Tres columnes britàniques van entrar a l'estat des de Birmània, Cachar i les muntanyes Naga i després de la victòria de Khongjom el dia 25 d'abril, van arribar davant el palau el 27 d'abril; el raja (jubraj) i el senapati havien fugit però foren després capturats i el senapati i alguns dels seus oficials foren executats. Kulachandra i altres foren deportats a les illes Andaman. La dinastia regnant fou deposada i un menor d'edat, Churachandra, de la branca col·lateral dels Ningthouja, fou posat al tron, i l'administració va quedar en mans de l'agent polític. Aprofitant els disturbis algunes tribus es van revoltar i almenys es van produir vuit atacs en el curs de 1891 amb 104 morts. El 1893 els kukis van cremar el poble naga de Swemi morint 99 homes i 187 dones i criatures. Fins al 1899 el territori fou governat sota total supervisió britànica; en aquest període es va abolir l'esclavatge i es construïren carreteres. El 1901 Manipur fou visitat per Lord Curzon com a virrei en el seu camí entre Cachar i Birmània. El 1907 el maharajà va arribar a la majoria d'edat i el govern del territori fou assolit personalment junt amb el durbar (consell de govern), el vicepresident del qual era un funcionari indi.
El 1917 es revoltaren els kukis, i des d'aleshores el territori fou dividit en tres subdivisions, totes elles dependents d'Assam. El primer moviment nacionalista va començar els anys trenta dirigit per Shri H. Irabot Singh, i el 1934 es va fundar el partit anomenat Nikhil Manipuri Mahasabha dirigit pel maharajah Churachandra Singh al qual va morir el setembre de 1941 i el va succeir el seu fill Bhodhachandra.
A la segona guerra mundial els japonesos van bombardejar la capital Imphal (10 de maig de 1942) i algunes zones orientals del país van veure la presència de soldats japonesos.

### Independència
Així es va mantenir fins a l'agost de 1947 quan els britànics van anunciar la retirada. Els estats sota protectorat quedaven automàticament independents amb l'opció pels seus caps d'estat de poder integrar-se a l'Índia o al Pakistan.
Manipur va escollir restar independent i el 14 d'agost de 1947 la bandera de Manipur, de set colors, coneguda com la Pakhangba, fous hissada en lloc de la bandera britànica. Es va promulgar una constitució (Manipur State constitution act 1947).
Alguns manipurís favorables a l'Índia van crear el Manipur India Congress però va tenir un fracàs estrepitós a les eleccions de 1948.

### Annexió a l'Índia
Índia va intentar considerar a Manipur com un dels 563 estats feudataris, i el rei (maharajà) de Manipur va ser convidat a converses per discutir el futur, i una vegada a l'Índia fou obligat a signar l'acta d'accessió a l'Índia el 21 de setembre de 1949 amb efectes del 15 d'octubre de 1949, acta que no fou ratificada per l'Assemblea Nacional (que fou abolida). El país fou posat sota l'administració directa de l'Índia per 14 anys.
El 1953 Índia va renunciar a la Vall de Kabo en favor de Birmània (Manipur havia conquerit aquesta vall el 1470 però sempre havia estat objecte de litigi). L'1 de novembre de 1956 va formar un districte dins Assam, i el 1963 es va constituir en territori i es va formar una assemblea territorial de 30 membres amb poders molt reduïts. Des del 1964 els naga del país es van revoltar per la seva unió al Nagaland. El 1972 Manipur fou convertit en estat de la unió amb una assemblea de 60 membres.

## Moviments nacionalistes després del 1947
Passada la guerra es va iniciar la reconstrucció. El 1947 els membres del Partit del Congrés es van proveir de banderes del partit (amb els colors de l'Índia) i van demanar que els fos permès d'exhibir-les al temple Shri Gobindaji, però el maharajà va prohibir aquestes banderes de caràcter polític i només va permetre les banderes religioses el que fou interpretat com un rebuig a la bandera del partit del Congrés, cosa que el maharajà va rebutjar però no va impedir una forta campanya del partit contra el rei, demanant la seva deposició i tractant d'obtenir el poder polític a la capital de l'estat i hissar la bandera del partit a la seu del govern en lloc de la Pakhangba, intent que va fracassar.
Però finalment la substitució de banderes fou possible sota ocupació militar el 1949. Llavors Hijram Erabot, iniciador del moviment nacional, va fundar el Partit Comunista de Manipur i va establir les seves bases a Birmània, on va morir el 26 de setembre de 1951. Després de la seva mort el moviment va entrar en decadència.
El 1953 es va fundar el Comitè de l'estat de Meitei, dirigit per Tomba Wangkhei, que va iniciar la revolució armada. El Front Unit d'Alliberament Nacional fou fundat el 24 de novembre de 1964 dirigit per Oinam Sudhirkumar, que es va unir a altres organitzacions i va sorgir el Comitè de Consolidació de Manipur (CONSOCOM) que va establir a les zones alliberades un Govern Revolucionari de Manipur (RGM) el 1968, amb suport del Pakistan. Les forces d'aquest govern van lluitar al costats dels pakistanesos a la guerra de 1971. El govern es va enfonsar després de la derrota pakistanesa (que els va privar de les seves bases i suport) i de l'empresonament d'Oinamlong.
La part de l'organització que va sobreviure a les baixes en combat i a les detencions va formar el Front d'Alliberament Popular de Kangleipak (KAPLIF) dirigit per R.K. Tullachandra (Loyabata) que després es va convertir en el Partit Revolucionari Popular de Kangleipak (PREPAK) el 9 d'octubre de 1977.
El 25 de setembre de 1978 fou fundat l'Exèrcit Popular d'Alliberament de Manipur (PLA) dirigit per N. Bisheswar (Angou) i el 14 d'abril de 1980 fou refundat el partit comunista amb el nom de Partit Comunista de Kangleipak (KCP) dirigit per Ibohanbi.
La Unió Nacional de Manipur va proclamar la independència el 1983. El 22 de maig de 1990 fou creat el Front Revolucionari Indo-Birmà, que agrupava moviments de Nagaland, Manipur, Assam i Birmània. Les organitzacions revolucionàries van iniciar la revolta armada el 24 de novembre de 1991 sota la direcció de R.K. Sanayima (Meghen).
El 1993 es va formar el Comitè Revolucionari Conjunt (RJC) amb el PREPAK, el KCP i el PLA. Altres organitzacions van prendre part també a la lluita : el Front Popular Revolucionari de Manipur (RPF) i el Front Unit d'Alliberament Nacional (UNLF).
L'1 de març de 1999 es van unir tres partits: El Partit Revolucionari Popular de Kangleipak dirigit per Achamba; el Front Popular Revolucionari de Manipur, dirigit per Irengbam Chaoren; i el Front Unit d'Alliberament Nacional dirigit per Sana Yaima, i es va crear el Front Popular Unit d'Alliberament, i si bé els tres components conserven les seves organitzacions separades, actuen coordinadament.

## Política interna del territori i de l'estat
Del 1963 al 1967 va estar governat pel Partit del Congrés. Amb el triomf del Front Unit de Manipur el 1967 es va imposar el govern presidencial fins al 1968, quan el partit del Congrés va tornar al poder breument, però el govern presidencial va haver de tornar per la força dels independentistes. El 1969 el Congrés va retornar al poder i el va retenir fins al 1974 (el 21 de gener de 1972 fou elevat a estat) quant va triomfar el Partit Popular de Manipur amb el Manipur Hills Union, substituïts immediatament per una coalició del Congrés amb Comunistes prosoviètics, que donarà la presidència a Dorendra Singh. A les eleccions del 1977 va obtenir majoria una coalició del Partit Janata i del Partit Populat de Manipur i va pujar el Partit Janata. El 1979 es va imposar altre cop el govern presidencial. A les eleccions del 1980, nogensmenys, hi tornarà el Congrés (Indira) amb Dorendra Singh i tot seguit Rishang Keishing, fins al 1988 (amb una breu intervenció presidencial el 1981) i després el partit del Congrés ja reunificat fins al 1990 amb Jaichandra Singh. En aquest any va triomfar a les eleccions el Partit Popular de Manipur i Ranbir Singh, però el 1992 es va imposar el govern del president.
El partit del Congrés, amb Dorensra Singh va tornar al poder per un any; l'any següent va ser ministre principal el comunista Dasarath Deb (Partit Comunista de l'Índia) i altra vegada va seguir el govern presidencial. Keishing va tornar al govern el 1994 i el 1997 el va substituir Nipamacha Singh, del seu mateix partit (el Congrés). Un partit minoritari (el Partit Samata) va dirigir el govern el 2001 i finalment, per manca de majoria es va imposar el govern presidencial. El Partit del Congrés va tornar al poder a les eleccions del 2002, amb Ibobi Singh.
La participació de l'Exèrcit Nacional Kuki (KNA)en la Guerra civil de Myanmar des de 2021 al costat d'altres grups insurgents els va facilitar armes sofisticades i en 2023 va esclatar la violència a Manipur entre els meitei que viuen a la Vall de Manipur, majoritàriament hindús, i els kuki, que viuen a les altures i son principalment cristians, per beneficis econòmics, treballs governamentals i quotes d'educació, amb més de 225 morts i 60.000 desplaçats.